# Йожеф Кароль Гелл
Йозеф (Йожеф) Карол (Кароль) Гелл (нім. Josef/ph Karl Hell, угор. Hell József Károly, словац. Jozef Karol Hell; 15 травня 1713, Банська Штявниця, Словаччина, Австрійська імперія — 11 березня 1789, там же) — гірничий інженер і винахідник. Автор першого в світі автоматичного водяного насоса.
Син гірничого інженера Матея Корнелє Гелла. З 1731 навчався інженерній справі у свого батька. У 1737 став учнем професора Самуїла Міковіні (1700—1750) Гірничої школи в Банська-Штявниця і отримав глибокі теоретичні знання з математики, геометрії та геодезії.
Наприкінці XVII — на початку XVIII століття у гірничодобувній промисловості Австрійської імперії вибухнула криза. Шахти стали глибшими, видобуток був утруднений присутністю ґрунтової води, розробка без відкачування води стала неможливою. Передбачалося закрити копальні, але інженер Йозеф Гелл запропонував вихід — використовувати енергію води.
За запропонованою Геллом інновацією була побудована система з 60 водосховищ у Штьявницьких горах. Побудовані переважно для виробництва енергії, необхідної для срібних шахт Банська-Штявниця. Водосховища були з'єднані між собою каналами та тунелями загальною довжиною понад 100 км.
У цьому районі немає значних річок, тож ці водосховища збирали воду від дощів та танення снігу. Далі по системі каналів вода прямувала до машин для відкачування води із шахт. Висота гребель була близько 30 метрів. Місткість системи водосховищ — 3 млн кубометрів.
У 1736 році в 23-річному віці інженер Йозеф Карол Гелл розробив і запропонував автоматичний водяний насос, набагато потужніший, ніж усі інші існуючі на той час. Його перша машина спромоглася перекачувати воду з глибини 212 метрів. Цей насос був введений в експлуатацію у 1738 році, у Банській-Штявниці. Поступово його винаходи було прийнято і в інших європейських країнах. Насосні машини Йозефа Кароля Гелла, побудовані в 1749—1768 роках, відносяться до найкращих технологій у цій галузі у всьому світі. В наші дні вони переважно використовуються для видобутку нафти (верстат-гойдалка).
Після смерті батька 1744 року Йожеф Кароль Гелл став головним гірничим інженером гірничодобувних шахт Банська-Штьявницького району.